# Betankung

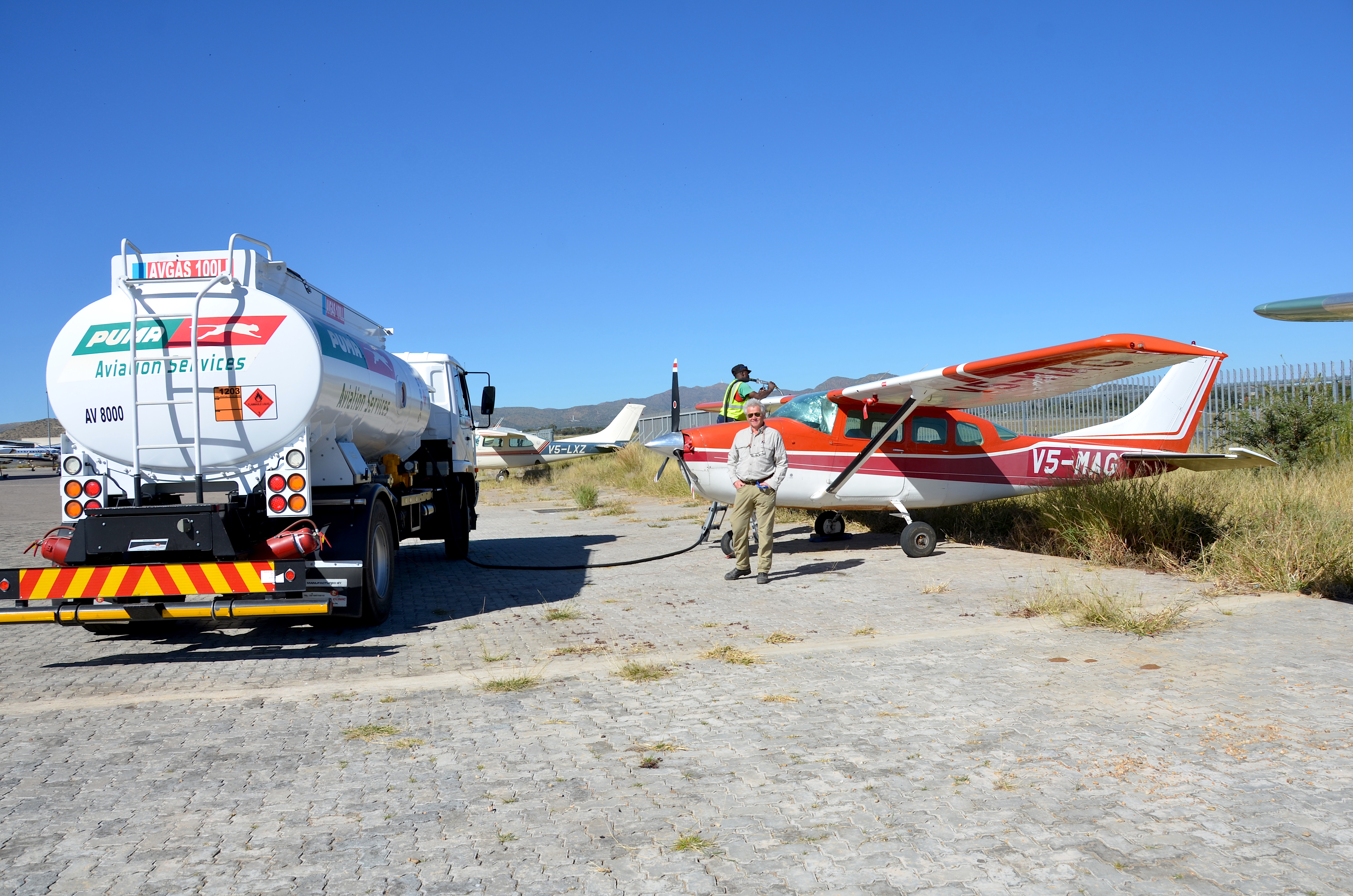
Betanken einer Cessna direkt aus einem Tankwagen

Die Betankung ist das Befüllen eines Kraftstoffbehälters mit einem flüssigen oder gasförmigen Kraftstoff. Es ist damit vom Bunkern fester Betriebsstoffe und vom Laden von Antriebsstrom zu unterscheiden. Daher wird hauptsächlich je nach Verwendungsart mit Erzeugnissen von Rohöl und Erdgas betankt.
Vom Betanken spricht man bei folgenden Vehikeln:
- Diesellokomotiven und -triebwagen
- Kraftfahrzeugen
- Flugzeugen, Hubschraubern und Luftschiffen

## Technik
Bei der Betankung wird eine – wo nötig atmosphärendichte – Verbindung zwischen Betanker und Tanker hergestellt, die ein unmittelbares und zügiges Übertragen des Kraftstoffes ermöglicht. Besondere Herausforderungen bei der Betankung sind die geometrische Komplexität des Tanks sowie das physikalische Verhalten des Kraftstoffs. Ein Ziel ist es, die Schaumbildung zu minimieren. Bei Gasbetankung ist die Formschlüssigkeit zu beachten. Die meisten Kraftstoffe sind brennbar und leicht entzündlich, wodurch besondere Schutzmaßnahmen im Umfeld von Betankungen vorzunehmen sind. 

## Betankung nach Antriebsgattung

### Luftfahrt

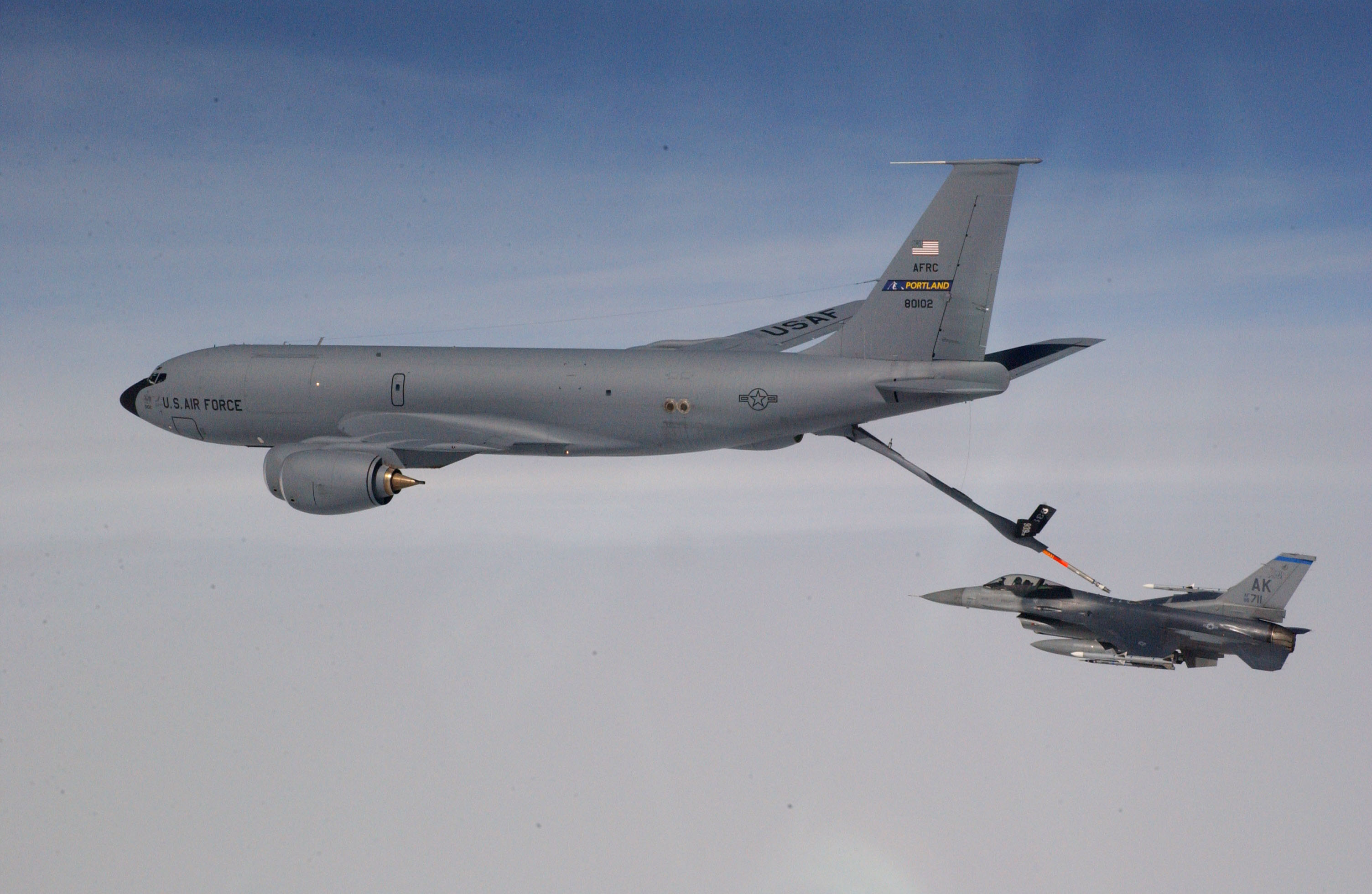
Luftbetankung durch eine Boeing KC-135

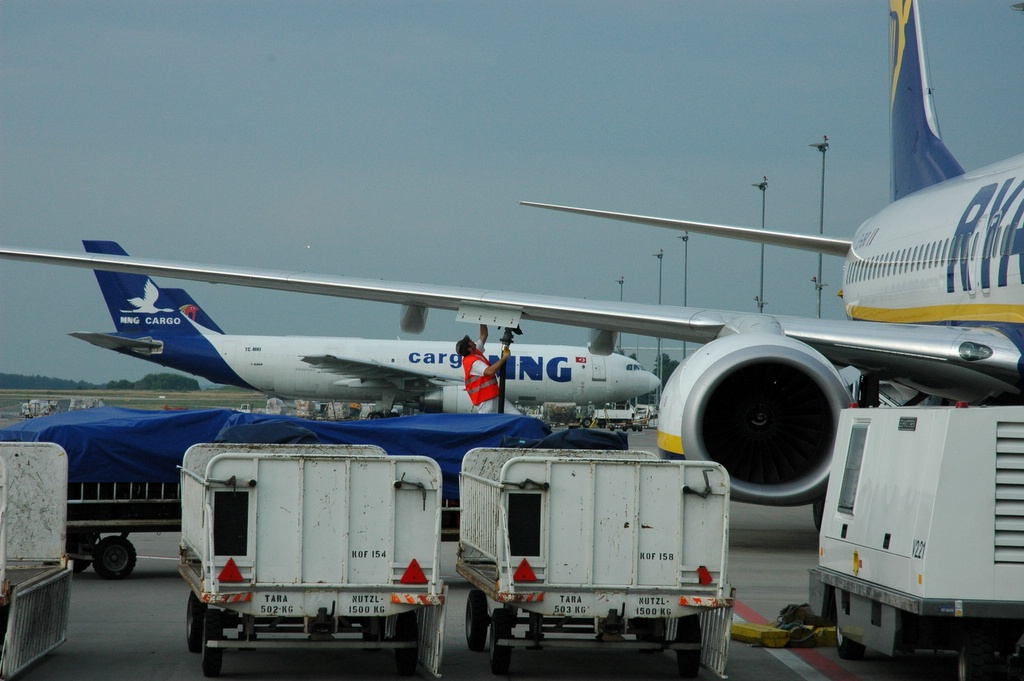
Bodenbetankung

In der zivilen Luftfahrt ist vor allem die Betankung am Boden gebräuchlich. Dazu werden an Verkehrsflughäfen große Mengen an Kerosin vorgehalten. Hier erfolgt die Betankung meist durch ein Leitungssystem bis an die Gate- und Parkpositionen der Flugzeuge. Manchmal, besonders auf kleinen Flughäfen oder auf Airports, die nicht über ein Kraftstoffleitungssystem verfügen, wird der Treibstoff auch aus einem Tankwagen direkt in das Flugzeug gepumpt. Weil die Betankung der Flugzeuge meist den zeitaufwändigsten Abschnitt zwischen zwei Flügen ausmacht, wird nach Anforderung der Treibstoffmenge durch den Flugkapitän die Betankung durch die Groundcrew während der Ent- und Beladung des Flugzeuges vorgenommen.
Bei Flugzeugen kommt vor allem in der militärischen Luftfahrt die Luftbetankung zum Einsatz. Die Entwicklung begann in den 1920er Jahren. Einen Sprung machte sie jedoch erst im Kalten Krieg, als das Strategic Air Command der US Air Force eine Möglichkeit suchte, die Bomberflotte in ständiger Einsatzbereitschaft halten und mit ihr kurzfristig jeden Punkt der Erde erreichen zu können. Da die Reichweiten schwer bewaffneter Flugzeuge unzureichend waren, griff man auf das bereits bekannte Konzept der Luftbetankung zurück. Heutzutage wird die Luftbetankung vor allem für Jagdflugzeuge verwendet, die durch kleinere Treibstoffmengen an Bord höhere Wendigkeit und Geschwindigkeiten erzielen können.
Die Treibstoffmenge, die sich an Bord befindet, ist in mehrere Teilmengen unterteilt.
| Bezeichnung        | Bedeutung                                                                     |
| ------------------ | ----------------------------------------------------------------------------- |
| Taxi Fuel          | Zum Rollen zwischen Gate und Runway                                           |
| Trip Fuel          | Für den Flug                                                                  |
| Contingency Fuel   | Fester Prozentsatz/Mindestwert für unvorhergesehene Abweichungen vom Flugplan |
| Alternate Fuel     | Reserve zum Ausweichflughafen                                                 |
| Final reserve Fuel | 30-min-Rest zum Kreisen über dem Ausweichflughafen                            |

### Raumfahrt
Auch in der Raumfahrt werden Betankungen vorgenommen. So werden Flüssigkeitsraketen ohne Kraftstoff an die Startrampe gestellt und erst kurz vor Abflug betankt. Die Internationale Raumstation wird in regelmäßigen Abständen betankt, um im Erdorbit eigenständig manövrieren zu können.

### Kraftfahrzeuge

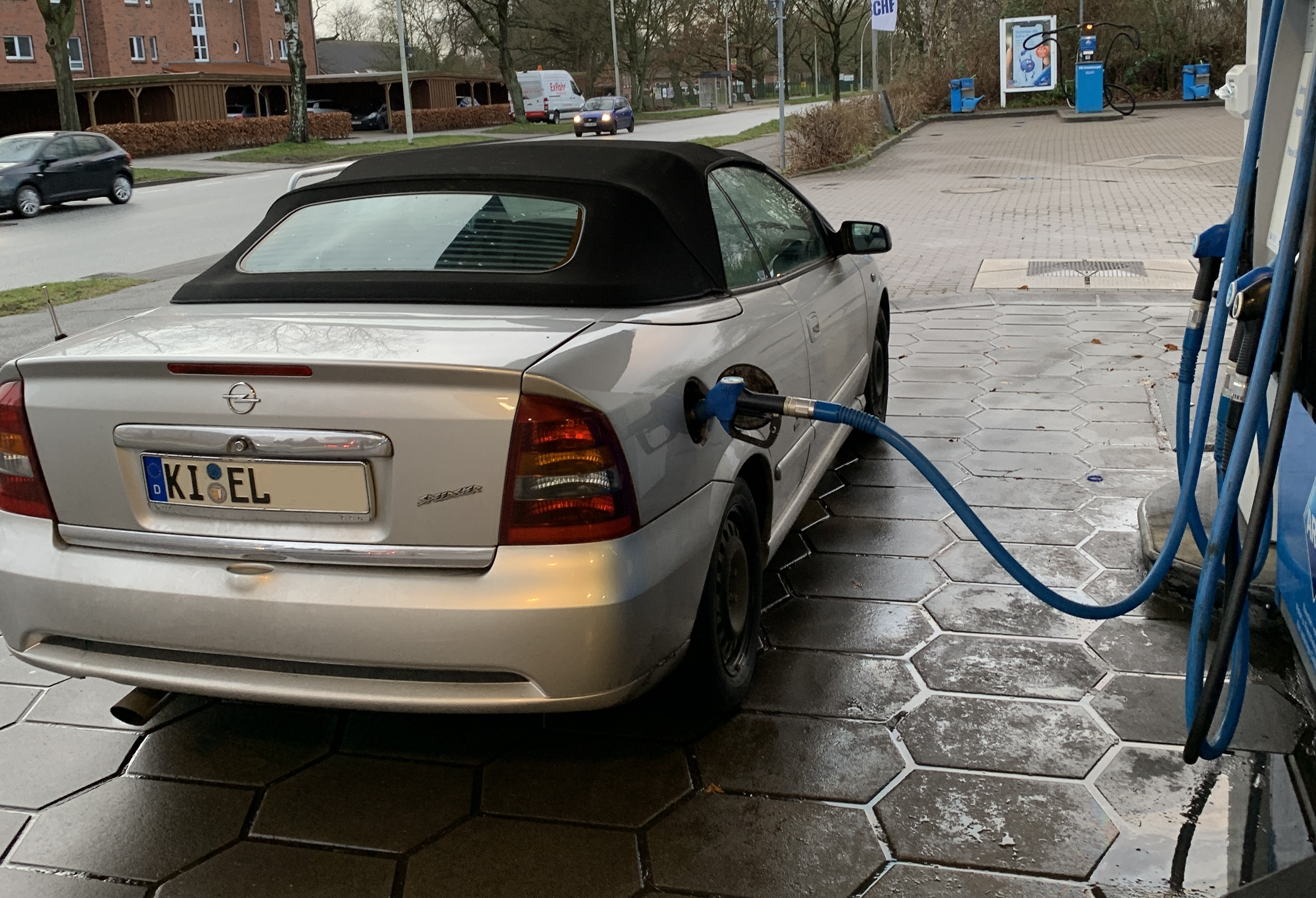
Betankung eines Kfz

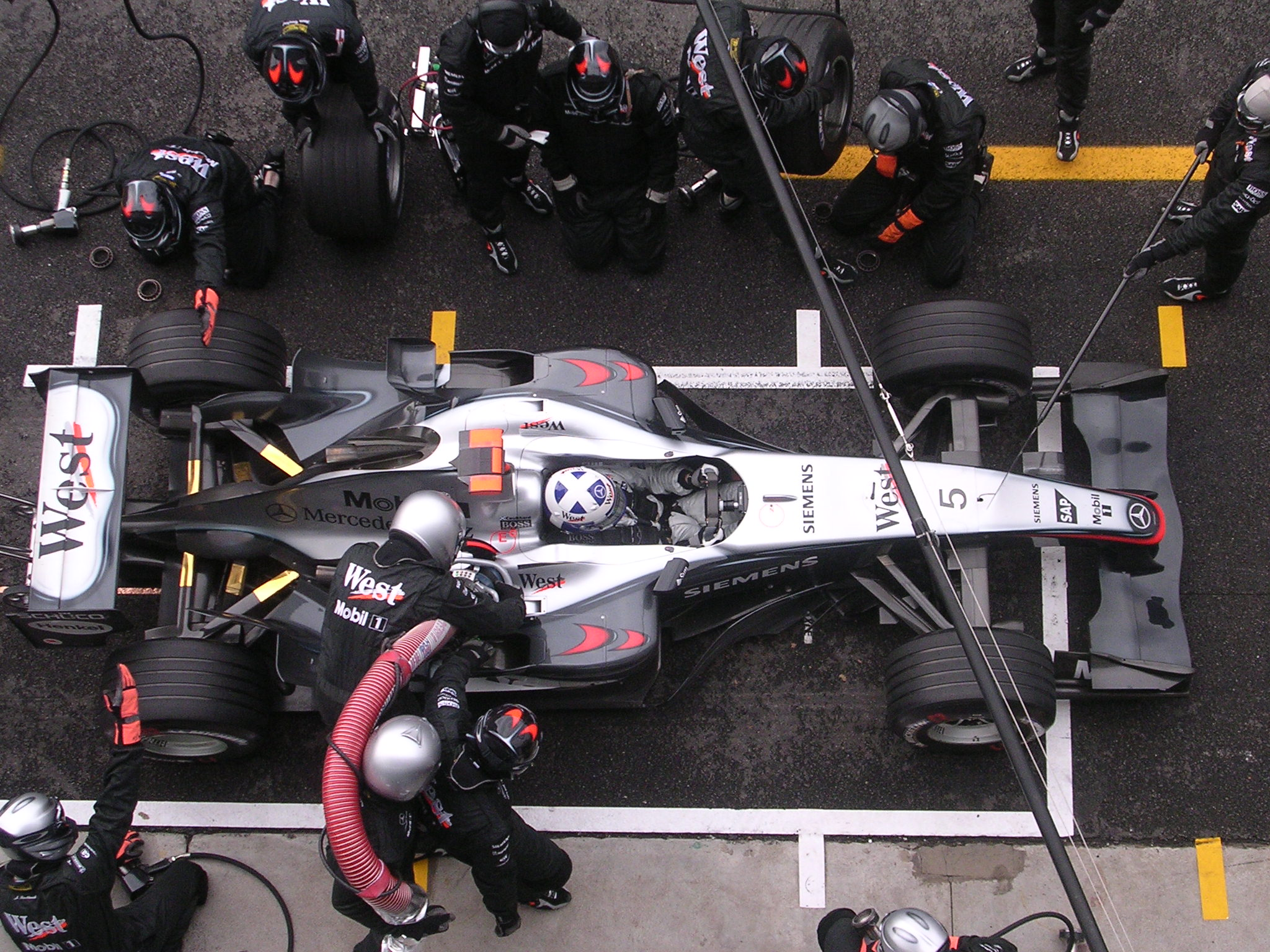
Betankung bei der Formel 1

Bei Kraftfahrzeugen erfolgt die Betankung meist über eine Zapfsäule an einer Tankstelle. Diese wurden mit der zunehmenden Verbreitung des motorisierten Individualverkehrs im frühen 20. Jahrhundert zur vorrangigen Methode der Betankung. Dort, wo Tankstellen selten waren oder es noch sind, werden Reservekanister zur Befüllung mit Kraftstoff verwendet. Die Lage des Einfüllstutzens war in der Geschichte des Automobils unterschiedlich, eine Zeitlang waren Tanköffnungen in Nähe des hinteren Nummernschilds üblich, heute befindet sich der Stutzen bei Fahrzeugen mit Frontmotor hinten an der dem Auspuff gegenüberliegenden Seite. Fahrzeuge, die in Ländern mit Rechtsverkehr konstruiert worden sind, haben den Stutzen meistens auf der rechten Seite, Fahrzeuge aus Ländern mit Linksverkehr und den USA auf der linken Seite. Dies soll ein sicheres Betanken mit dem Reservekanister vom Straßenrand ermöglichen. Der Tankverschluss wird inzwischen bei der Mehrheit der Fahrzeuge durch eine Tankklappe verdeckt, diese wird in vielen Fällen mittels einer Fernentriegelung vom Wageninneren geöffnet. Bei neueren Fahrzeugmodellen wird die Seite des Tankstutzens mit einem Pfeil in der Tankanzeige angegeben. 
Einen Sonderfall stellt der sogenannte Boxenstopp im Motorsport dar. Dort muss die Betankung im Rennen möglichst schnell abgeschlossen werden, was durch den Einsatz von Hochdruckpumpen erreicht wird (Druckbetankung). Bei der Betankung von Linienbussen auf Betriebshöfen kann ebenfalls zur Zeitersparnis Druckbetankung eingesetzt werden.

### Schienenverkehr
Bei der Eisenbahn werden Betankungen von Diesel- und Dampffahrzeugen in dafür vorgesehenen Betriebsstellen vorgenommen. Betriebswerke und Einsatzstellen, die entsprechende Fahrzeuge im Einsatz haben, halten dafür ebenfalls Tankstellen mit Zapfsäulen vor.